# 八木静佳
八木 静佳（やぎ しずか、1976年2月24日 - ）は、広島県を中心に活動しているフリーパーソナリティ。元広島ホームテレビアナウンサー。広島県広島市出身。ウェルストンプロモーション所属。広島工業大学専門学校「アナウンス講座」非常勤講師。

## 概要
広島県立祇園北高等学校卒業（9期生）、広島女学院大学卒業。
初出演番組は大学生時代のジューケンキャンパススタジオ。卒業後フリーアナウンサーとして、広島地上波各局を始め、ラジオ、ケーブルテレビ等のアナウンサー、タレントとして活躍。日興証券やジョンソン等の広島ローカルCMにも出演していた。

2002年11月23日に結婚、2004年6月に広島ホームテレビ入社。入社前より担当していた『あんテな』をはじめ、『HOME Jステーション』、『ぽるぽるCHANNEL』などの番組を担当する。
2006年3月末の出産に伴い広島ホームテレビを退社、現在はウェルストンプロモーションに所属し、再びフリーパーソナリティー及びローカルタレントとして活動している。

## 出演番組

### 過去

#### フリー
- ジューケンキャンパススタジオ（中国放送ラジオ）
- 川島宏治の広島大百科（中国放送テレビ）
- ゴルフの花道TV版（中国放送テレビ）
- 柏村武昭のテレビ宣言（広島テレビ）
- HOME Jステーション（広島ホームテレビ、2007年1月～3月）
- 中野浩一のK-ファン（広島ホームテレビ、2007年4月～2008年3月）
- もっきんCafe（広島テレビ放送、2008年4月～9月）MC
- イタダキ!（広島テレビ）
- ひろテレ（ - 2018年3月30日、広島テレビ）栗栖美和と出演
- イマなまっ!（2014年10月 - 2018年3月26日、RCCテレビ）月曜コーナー「ひろしまグルメ物語」リポーター
- 丸ごと!好奇心 知っとる!?（2018年4月 - 2019年3月、広島テレビ）MC

CM（インフォマーシャル）
- ライオン システマ
- ミツカン カンタン酢
- ソニー損保
- パナソニック 電動アシスト自転車
- 住友スリーエム スコッチブライト
- ネスカフェ フラジール
- アメリカンホームダイレクト

#### 広島ホームテレビ時代
- HOME Jステーション - サブキャスター
- ぽるぽるCHANNEL
- あんテな （フリー時代より継続出演）
- 中野浩一のK-ファン（2005年4月～2006年3月、退社のため一旦降板したが、タレントとして1年後復帰）